# Wolfgang Schwendimann (Drucker, 1632)
Wolfgang Schwendimann (auch: Wolfgang Schwendiman und Wolfgang Schwendimann der Ältere sowie Wolfganngus Schwendimannus; oder Wolffgang Swendimann und weitere Namensvarianten; geboren oder getauft 29. November 1632 in Luzern; † 1685 in Hannover) war ein fürstlicher Hof-Buchdrucker.

## Leben
Wolfgang Schwendimann wurde Ende 1632 als Sohn von Peter Schwendimann und Anna an der Huob geboren. 1649 war er Schüler im Luzerner Jesuitenkolleg. Nach einer Buchdruckerlehre in seiner Heimatstadt bei David Hautt d. Ä. arbeitete er in München als Buchhandlungsdiener bei Johann Wagner. Sein Antrag auf Gewährung des Münchner Bürgerrechts sowie auf Errichtung einer eigenen Buchhandlung in München wurde abschlägig beschieden. So arbeitete er bis 1659 als Buchdruckergehilfe in München.
Von 1665 bis 1667 nahm Schwendimann die Aufgaben eines Faktors in der Druckerei von Hermann Kramers Erben wahr. Ab 1669 wirkte er als fürstlicher Hofbuchdrucker in Hannover.